# Edwardsville (Kansas)
Edwardsville é uma cidade localizada no estado americano de Kansas, no Condado de Wyandotte.

## Demografia
Segundo o censo americano de 2000, a sua população era de 4146 habitantes.
Em 2006, foi estimada uma população de 4510, um aumento de 364 (8.8%).

## Geografia
De acordo com o United States Census Bureau tem uma área de
24,0 km², dos quais 23,3 km² cobertos por terra e 0,7 km² cobertos por água. Edwardsville localiza-se a aproximadamente 253 m acima do nível do mar.

## Localidades na vizinhança
O diagrama seguinte representa as localidades num raio de 12 km ao redor de Edwardsville.